# Betasyrphus intersectus
Betasyrphus intersectus là một loài ruồi trong họ Ruồi giả ong (Syrphidae). Loài này được Wiedemann mô tả khoa học đầu tiên năm 1824. Betasyrphus intersectus phân bố ở vùng Châu Phi